# Толомеи (род)
Толомеите (на италиански: Tolomei) са древна и прочута сиенска фамилия, която генеалогията пожелава да свърже с династията на Птолемеите на фараоните на Древен Египет, някои представители на която идват в Тоскана по времето на управлението на Карл Велики.

## Митичен произход
Произходът на семейството може да бъде проследен до династията на Птолемеите, потомък на Дарданидите и македонското кралско семейство Аргеади, което по-късно става Лагиди. Митизирането на нечие потекло е доста обичайно за много благороднически издънки.
Традицията гласи, че от съюза на Гай Юлий Цезар с Клеопатра VII, кралицата на Египет, се ражда Птолемей XV, наречен Цезарион (23 юни 47 г. пр.н.е. – август 30 г. пр.н.е.), единственият негов син, предполагаем наследник на римския императорски трон. След смъртта на Цезар момчето е доведено пред Римския сенат от Марк Антоний, верен пълководец, който го представя като пряк наследник на Юлиите (престижно родословие, което обикновено е отговорно за основаването на Рим, имащо право на императорския трон). Сенатът обаче, не признавайки съюза на Цезар с Клеопатра, посочва Октавиан, племенник на Цезар и негов осиновен син, като легитимен претендент. Тогава Октавиан, поради страх от отмъщението на Цезарион в зряла възраст, го осъжда на смърт. Впоследствие потомък на египетските кралски особи доплава до Италианския полуостров и продължава родословието.

## История
Първият принадлежащ към потомството представител, за когото има документирани новини, е Балдистрика Толомей (Baldistricca Tolomei) през 1121 г. През XII век негов потомък, живял по времето на папа Григорий I, наречен Барони Алемани, тържествено поставя началото на Дом Толомеи в Сиена.
Следователно Толомеите са много богато семейство от търговци, живеещи в Сиена, изразено чрез формулировката „голямата маса“ (la gran tavola), с която се обозначава силата на тяхната банка от бюджета, който може да се приравни с този на държавата. Доказателство за това е дворецът им, построен в Сиена през 1205 г., който е с особена архитектурна значимост. След размирните политически събития в Сиенската република, в които династията е много активна, някои представители на Толемеите са прогонени от града и това благоприятства раждането на някои кадетски линии в други региони. Те са собственици на множество владения в Тоскана.
Основният клон се мести в Рим по заповед на папа Инокентий VI: Раймондо Толомеи през 1358 г. е поставен начело на Сената. Толемеите установяват своята римска резиденция в квартал Трастевере, където все още може да се види гербът им върху кулата, разположена на ул. Арка на Толемеите №1 (via dell'Arco de' Tolomei 1), включена в централата на италианския еврейски център „Питиляни“.
През 1503 г. те купуват феода Патрика от семейство Колона заедно с териториите на свободните комуни Колепардо, Гуарчино, Вико нел Лацио, до височините на Антиколи ди Кампаня; построени са замъкът Колепардо с портал от 1606 г., поръчан от Клаудио Толомеи, и дворецът Вико в Лацио.
Те заемат административни, юрисдикционни и чиновнически длъжности в своите владения, като напр. граф Масимино Толомеи, нотариус в Гуарчино.
Към Толемеите принадлежат и Пия Толомеи, спомената от Данте в песен V на „Чистилище“ („Божествена комедия“), и ученият Клаудио Толомеи.
През XIV век два клона на сиенското родословие процъфтяват в Перуджа до XVIII век: Толомеи дела Стела (Tolomei della Stella) и Толемеи ди порта Санта Сузана (Tolomei di porta Santa Susanna): част от последните е Шипионе Толомеи (* 1553, † 1630), политически писател и съдебен секретар в двора на рода Дела Корня, маркизи на Кастильоне дел Лаго.
Във Ферара през 14 век живее линията Толомей дел'Асасино (Tolomei dell'Assassino): неин представител е Стела (* ок. 1386; † 11 юли 1419), дъщеря на Джовани и любовница на Николо III д'Есте, майка на Уго и на братята му – маркизите Леонело и Борсо.
През 1410 г. клон на фамилията се мести в Кралство Неапол, в историческия район Тера ди Бари в Централна Пулия, където притежава феода Сантерамо ин Коле, а оттам отива в историческия район Тера д'Отранто, където е феодален владетел на градовете Ракале, Алисте и Фелине (днес подселище на Алисте). Този клон изчезва в края на XVI век.
Клонът Пистоя изчезва със смъртта на графиня София Мани, вдовица на граф Филипо Толомеи.
Към края на XX век са оцелели клоновете от Рим, Колепардо, Флоренция и Каляри.
Благородническата гробница на сиенските Птолемеи се намира в манастира на базиликата Сан Франческо в Сиена, където са погребани и 18-те граждани, убити от противниците им Салимбени.